# 永山美樹
永山 美樹（ながやま みき、1886年（明治19年） - 1949年（昭和24年））は、日本の建築家、デザイナー。

## 略歴
1907年（明治40年）、京都高等工芸学校図案科卒業後、宮内省入省。
内匠寮技手として国会議事堂コンペで三等をとった後、退職。その後、国会議事堂建設の設計嘱託となる。
1922年（大正11年）株式会社髙島屋に入社、また長堀店装飾図案入社。
1932年（昭和7年）に長堀店家具装飾部設計部主任となり、1934年（昭和9年）には設計部長となる。また1938年（昭和13年）には長堀店商事部設計部長となり、1942年（昭和17年）商事部設計課長を経て、1943年（昭和18年）定年退職する。